# Cédrat de Corse
Espèce
Le cédrat de Corse (Citrus medica L var. Corsican) est le cultivar de cédrat le plus répandu en Corse, à qui il doit son nom. C'est un cédrat doux qui connaît son apogée au XIXe siècle ; la production du cédrat de Corse est alors la plus importante production de cédrat au monde. Elle est aussi la production agrumicole principale comparée aux autres citrus (oranges et citrons) du verger traditionnel corse. Cette production prospère à l'exportation devient anecdotique au milieu du XXe siècle.

## Dénomination
Citrus medica L var. Corsican est validé par Camille Jacquemond (2013). Le premier descripteur est Amédée Boitel en 1875. En Corse, le terme aliméa (de a limia) est employé pour désigner le fruit et la liqueur[source insuffisante], en italien Cedro di Corsica, en anglais Corsican citron. 

### Cédrat doux
Le cédrat doux est employé pour des cultivars de cédratier différents. Les arabo-andalous du Moyen-âge distinguaient déjà les cédrats doux et les cédrats acides. Mais la description du cédrat doux que donne Ibn-al-Awam ne correspond pas au cédrat de Corse : « Dans le cédratier à fruits doux, la feuille, les bourgeons et le bois prennent la teinte jaune ; il n'a des épines qu'en petit nombre et courtes » ; or le cédrat de Corse a une fleur blanche et des pousses vertes et quelques grosses épines. Ferrari le décrit et le nomme Malum citreum dulci medulla, Ferr., Hesp., p. 72, t. 73. Le plus constamment décrit est de couleur oranger, Duhamel du Monceau (1819) décrit les C. medica fructus dulcis couleur oranger qui serait originaire des Canaries, Giorgio Gallesio dit qu'il est une vraie lumie avec des caractères du cédrat et de l'oranger et une feuille comme celle du citronnier. Risso lui donne des fleurs pourpres, autrement dit ces caractères de cédrats doux ne sont pas ceux du cédrat de Corse. 

## Histoire
Ce serait la seule variété de cédratier cultivée en Corse peut-on lire, même si des cédratiers ont été importés à la belle époque de la grande culture du cédrat. Il pourrait être issu de rétrocroisements successifs du Poncire italien génétiquement très proche.  

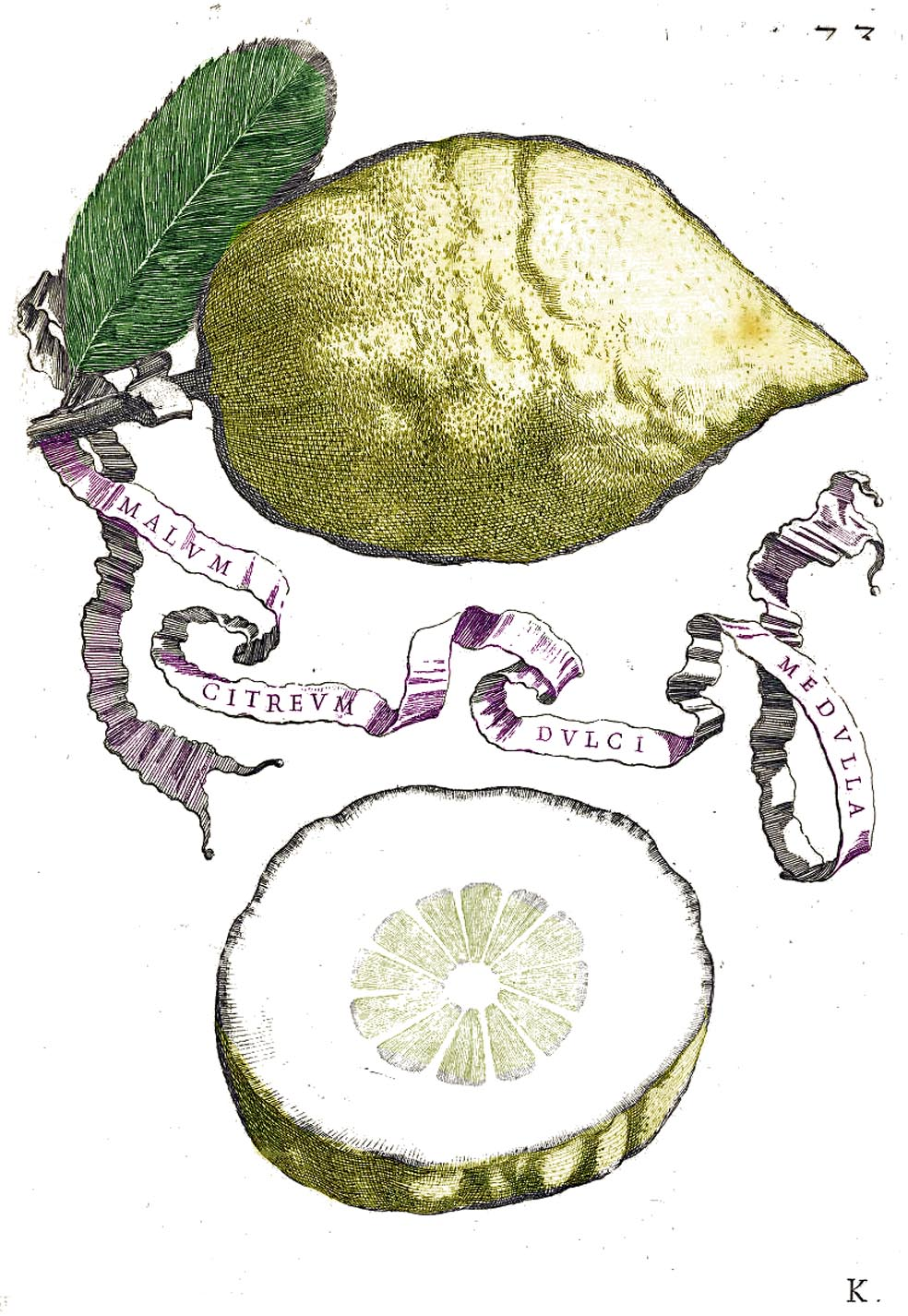
Cédrat à pulpe douce (Mallum citreum dulci medulla) chez Giovanni Battista Ferrari

Il y aurait été cultivé et reproduit par bouturage dès le Ier siècle sur les terrasses abritées du Cap Corse, mais c'est au XIXe siècle que le cédrat de Corse conquiert un marché mondial. En 1875, Amédée Boitel écrit : «depuis cinq à six ans, les cédrats corses ont été vivement recherchés par l'Angleterre, l'Italie et différentes parties de l'Amérique. Sous l'influence des demandes croissantes des acheteurs étrangers, le kilogramme de cédrat, vendu autrefois 0,25 et 0,30 en Italie, s'est élevé successivement aux prix de 0,60, 0,75 à 1 fr. et davantage [ ].  Les propriétaires surexcites par la hausse extraordinaire de ce produit, ont eu, on peut le dire, la fièvre du cédrat. Ils ont entrepris cette culture avec l'ardeur passionnée des gens du Midi ; ils se sont mis à créer des cédrateries partout où les circonstances locales semblaient être favorables aux succès de ces plantations». 

En 1874, un confiseur Corse se voit refuser par la Chambre de Commerce de Bastia d'importer des cédrats étrangers: «La supériorité universellement reconnue du cédrat de Corse le sauvera toujours». En 1894, David Fairchild l'introduit en Californie. Vers 1920, la production annuelle est de 8 000 t sur 1 000 ha. En 1926, une Société coopérative des Producteurs de cédrats est créée pour défendre les intérêts des producteurs concurrencés par le cédrat calabrais. En 1930, son introduction en Indochine est tentée en vue de l'exportation en Amérique et l'absence de marché national plombe la production.

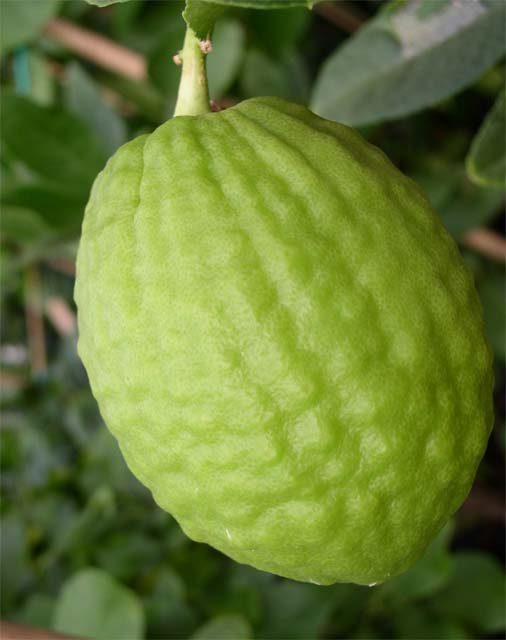
Le fruit encore vert

En 1982, 5 ha restent en culture qui produisent 0,9 t nonobstant les aides aux agriculteurs. Une tentative de reprise de la culture est signalée en 2021. Hélène Nivaggioli dans Le cédratier en Corse ou le rêve éphémère de l'opulence énumère les causes de la perte du marché, absence de transformation sur place, météo, taxation du sucre et aussi doute que «le cédrat appartient à l'univers culinaire Corse».

## Morphologie - culture

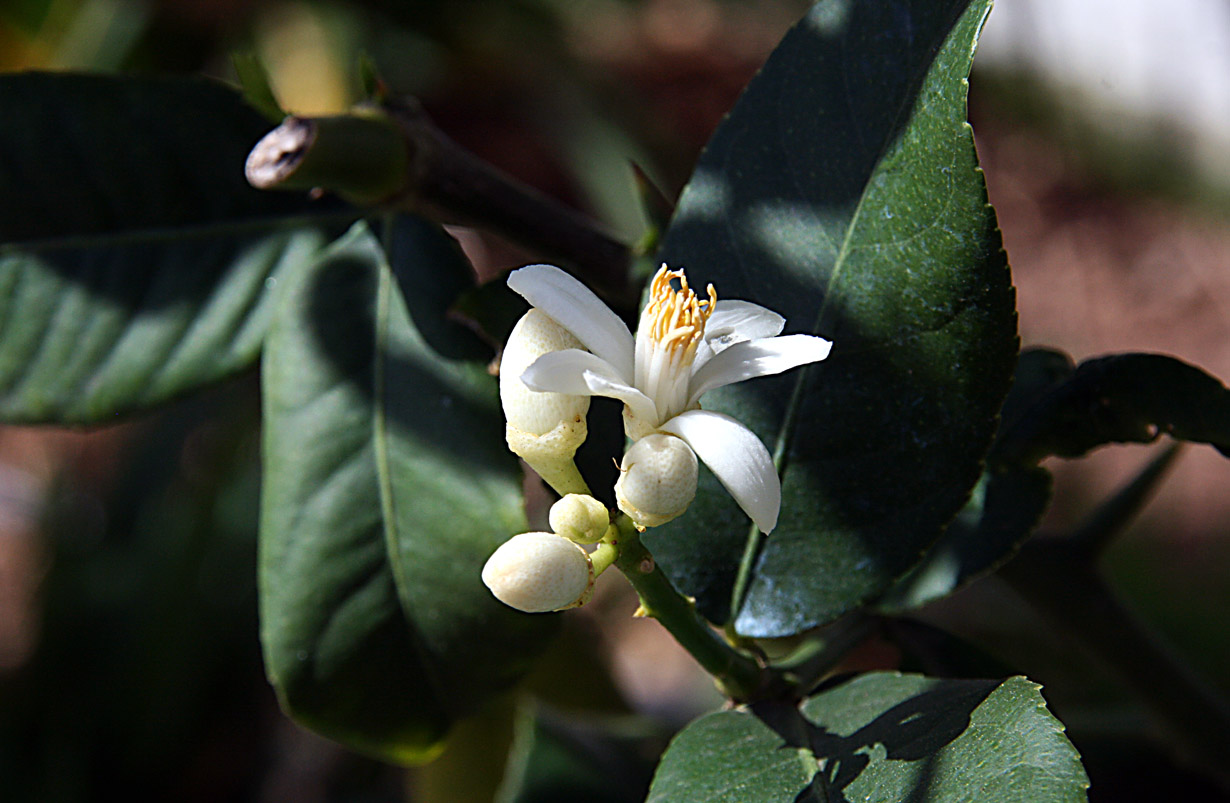
La fleur et les boutons du cédrat de Corse sont totalement blancs

Parmi les singularités les pétales et les jeunes pousses ne sont pas anthocyanées (pas de coloration rose ou violette).
Le Journal des confiseurs (janvier 1911) décrit ainsi le fruit : «bosselé et rugueux, de nuance vert tendre dont le diamètre moyen atteint 15 cm, et il n'est pas rare d'en rencontrer qui pèsent deux kilogrammes. Les fruits que l'on récolte entre le 15 octobre et le 15 novembre [puis expédiés en futs]». Huet note que l'absence d'acidité n'est pas exceptionnelle parmi les agrumes (voir limette) et qu'une probable mutation a pu être amplifiée par l'insularité de la population. Le poids du fruit varie de 0,2 à 1,5 kg.

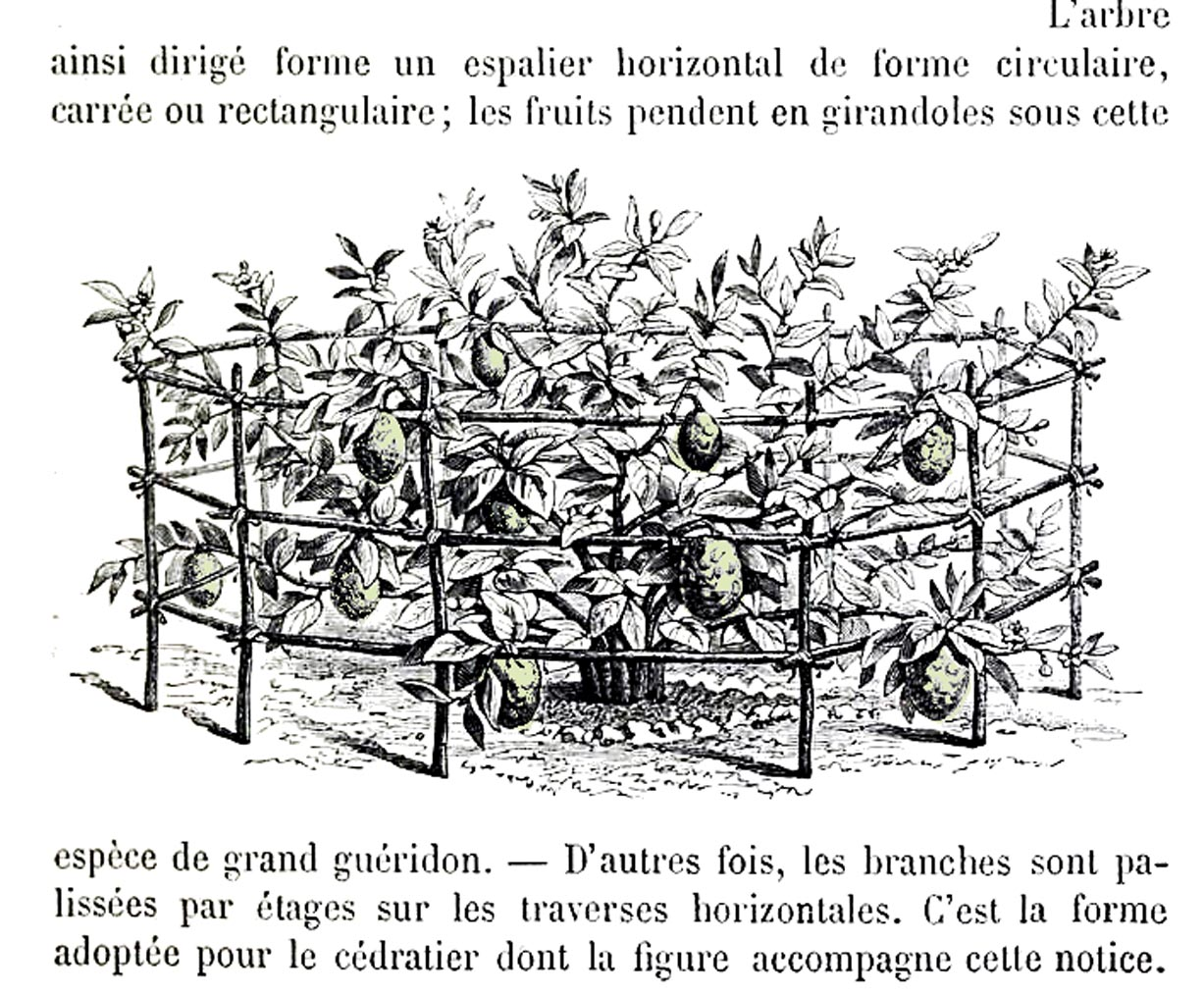
Cédrat de Corse conduit en espalier horizontal circulaire décrit par Amédée Boitel (1820-1889)

### Culture
Le cédratier ne supporte ni les vents froids d'hiver, ni l'altitude, ni la forte chaleur («en Sicile et sur la côte de l'Algérie, le climat devient trop chaud et les fruits manquent des qualités recherchées par les consommateurs»), les emplacement abrité des zones maritimes de la Corse lui conviennent bien (Ajaccio est plus favorable que Calvi ou Bastia). Du temps de la grande production les arbres étaient en espalier pour les protéger des vents froids.
La reproduction se faisait traditionnellement par boutures de 50 cm bois de l'année. La culture exige une terre riche (Boitel dit qu'il faut 2 fumures par an soit 120 t. par ha)

## Utilisation
Le cédrat de Corse est utilisé principalement en confiserie (confiture, fruits confits, pâte de fruit, nougats au cédrat, chocolats au cédrat), en liqueur la Cédratine, confit au sel, dans les boissons (eaux et bières aromatisées) et pour l'huile essentielle (parfumerie, cosmétique). En 1906, Charles de Susini signale son emploi comme fruit rituel pour la fête des juifs.

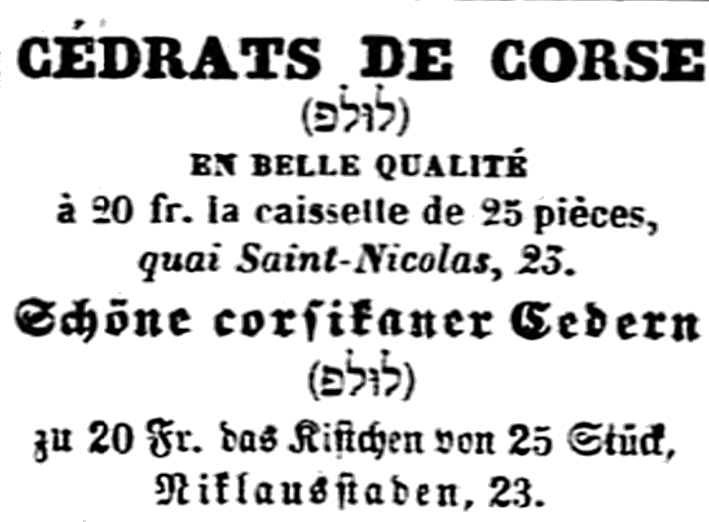
Publicité pour l'usage rituel du cédrat de Corse dans Niederrheinischer Kurier (1861)

### Fruit rituel juif
«Lorsque le fruit ne dépasse pas la grosseur d'un œuf d'oie et qu'il est parfaitement régulier et sans aucune aspérité, on le vend sous le nom de Vittima aux Israélites, à l'époque où ils célèbrent la fête des Tabernacles. Ils sont préférables à tous les autres fruits de la même nature qui se récoltent en Europe et en Afrique. C'est pour cela que les Génois ont éveillé les susceptibilités religieuses des israélites en leur persuadant que les cédrats de Corse provenaient d'arbres qui avaient été greffés, et qu'ainsi ils ne pouvaient servir. L'affaire fit du bruit, et un rabbin de Francfort se rendit en Corse pour s'assurer par lui-même de l'origine des cédrats. Depuis lors la vente des Vittime a repris une grande valeur» (1906).

### Cédrat confit, confiture
Les fruits blanchis sont confits 5 jours dans des sirops de sucre de plus en plus concentrés. Ils sont ensuite étuvés. Après la disparition des confiseurs niçois, la production de cédrat confit se concentra surtout à Gênes et Livourne, il existe une petite production de nos jours à Bastia.

### Cédratine

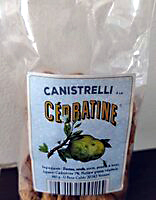
Canistrelli à la cédratine

La cédratine désignait anciennement un détachant (cédratine à détacher). Inventée vers 1885, la première publicité pour la Cédratine - marque déposée de liqueur - Mattei à Bastia (inventeur de l'Amaro) apparait en 1896: «Liqueur apéritive digestive et anti-épidémique, souveraine contre les fièvres et les épidémies». On fait des canistrelli aromatisés à la cédratine.

### Huile essentielle
Nicolas Venturini (2012) distingue 2 chimiotypes de fruit de cédrat limonène/ץ-terpinène ou limonène/néral/géranial auquel appartient le cédrat de Corse. Il note que la concentration en acides phénoliques et dérivés diminuent avec le développement du fruit. 
Luro et al. (2012) qualifient de distincte la qualité de l'H.E. de feuille. 
Huet donne la composition suivante et une comparaison avec Diamante : d-limonène 51 % contre 55 %, y-terpinène 13 % contre 27 %, géranial 13 % contre 2 %, néral 7 % contre 1 % (ces deux isomère du citral représentent donc 20 % de la composition contre 3 % chez l'italien le parfum citronné s'exprime donc fortement tempéré par la douceur du néral) et enfin propre au corse 3,2 % de bisabolène. Il note le caractère intéressant de l'H.E. de cédrat de Corse, mais la difficulté de l'extraction mécanique due aux reliefs de l'exocarpe et le rendement faible. Huet écrit «La production d'huile essentielle est pratiquement inexistante».